# Telemach Hrvatska
Telemach Hrvatska (kraće Telemach) privatni je mobilni operater u Hrvatskoj, dio United Group i pravni sljednik tvrtke Tele2.
Telemach pruža niz telekomunikacijskih usluga za fizičke i pravne osobe, a neke od njih su govorne usluge, fiksni internet i OTT usluga EON TV. Pozivni broj Telemach mreže je 095. Na dan 2. studenog 2020. godine tadašnji Tele2 mijenja naziv u Telemach. United Group je kupila tadašnji Tele2 za 230 milijuna eura krajem svibnja 2020. godine.
U Hrvatskoj djeluje od 17. listopada 2005. godine. Dana 17. listopada 2019. premašuje milijun korisnika, a u prvih devet mjeseci 2019. godine ostvario je prihode od 1,2 milijarde kuna, što je porast od 8 posto.

## Povijest
- 2004. – Tele2 dobiva koncesiju nad GSM-ovom mrežom
- 2005. – Početak rada na tržištu
- 2016. – 4G mreža započinje s radom
- 2016. – Tele2 uveo "Pokućni internet" i time ušao u područje fiksnih usluga
- 2017. – Tele2 uveo tarifu s neograničenim podatkovnim prometom
- 2019. – Tele2 premašio brojku od milijun korisnika
- 2019. – Tele2 otvorio poslovni prostor u City Plazi
- 2020. – Tele2 mijenja naziv u Telemach[10][11]
- 2021. – 5G mreža započinje s radom
- 2021. – Pokrenuta OTT usluga EON TV
- 2022. – Akvizicija Optime Telekoma i Total TV

## Akvizicije
Optima Telekom d.o.o.
Potpisivanjem ugovora sa Zagrebačkom bankom i Hrvatskim Telekomom, 9. srpnja 2021. godine Telemach je stekao 54,31 % udjela u vlasništvu Optime Telekoma za 90 milijuna eura nakon odobrenja Agencije za zaštitu tržišnog natjecanja. Optima Telekom je pružatelj fiksne telefonije, širokopojasnog pristupa internetu i televizijske usluge putem ADSL-ove infrastrukture na području Republike Hrvatske s oko 125 000 korisnika fiksnog interneta i 55 000 korisnika usluge pay-TV. Osnovan je 2004. godine, a do akvizivije je bio u vlasništvu Zagrebačke banke s upravljačkim pravima Hrvatskog Telekoma od 2014. godine.
Total TV
Pripajanje Total TV-a izvršeno je dana 28. studenog 2022. Total TV je pružatelj usluga digitalne satelitske televizije (DTH) u Hrvatskoj čijom je akvizicijom Telemach postao konkurent u pokrivenosti na infrastrukturno nepristupačnim područjima. Vrijednost akvizicije nije objavljena.

## Mreža
Frekvencije 5G mreže koje je zakupio Telemach su 700 MHz. 5G mreža službeno je dostupna svim pretplatnicima koji koriste tarife bez dodatne naknade.

## Vanjske poveznice
- Službena stranica
- Telemach Hrvatska na Facebooku
- Telemach Hrvatska na Twitteru
- Telemach Hrvatska na Instagramu
- na YouTubeu
- Telemach Hrvatska[neaktivna poveznica] na Linkedinu